# Euryopis orsovensis
Euryopis orsovensis là một loài nhện trong họ Theridiidae.
Loài này thuộc chi Euryopis. Euryopis orsovensis được Wladislaus Kulczynski miêu tả năm 1894.